# 裴衷
裴衷（1425年—1484年），字秉彝，廣東省廉州府石康縣人，民籍，治《易經》，年三十歲中式景泰五年甲戌科第三甲第一百二十八名進士。九月十四日生，行八，曾祖裴奭，大使；祖裴刪；父裴康寶；母洪氏。具慶下，妻李氏，兄裴福；裴瑜；裴瑛，弟裴宥。由國子生中式廣東鄉試第十名舉人，會試中式第六十五名。